# Cattedrale di Sant'Erik
La cattedrale di Sant'Erik (in svedese: Sankt Eriks katolska domkyrka) è il duomo cattolico di Stoccolma, in Svezia, e sede della diocesi di Stoccolma.

## Storia
La chiesa è cattedrale cattolica fin dalla creazione della diocesi cattolica di Stoccolma, nel 1953.
L'edificio sorge nel quartiere di Nattugglan, costruito nel 1892, ed è stata progettata dall'architetto Axel Gillberg, in stile neo-romanico con elementi neobizantini. Originariamente aveva una capienza di 117 persone, è stata ampliata nel 1983 dall'architetto Hans Westman.

## Descrizione
La facciata principale è rivolta verso Folkungagatan, via centrale della città, è dominata da un grande rosone, coronata da una croce e fiancheggiata da due torri basse.